# ثامبرانا
بلدية ثامبرانا (بالإسبانية: Zambrana) هي بلدية تقع في مقاطعة ألافا التابعة لإقليم الباسك شمال إسبانيا.

## الديموغرافيا
يبلغ عدد سكان بلدية ثامبرانا 403 نسمة عام 2011 (وفقاً للمعهد الوطني للإحصاء الإسباني).
| 357 | 370 | 375 | 367 | 360 | 377 | 403 |